# Bandlimia
Bandlimia (Limia vittata) är en fiskart som först beskrevs av Guichenot, 1853.  Bandlimia ingår i släktet Limia och familjen Poeciliidae. Inga underarter finns listade.